# Zumba

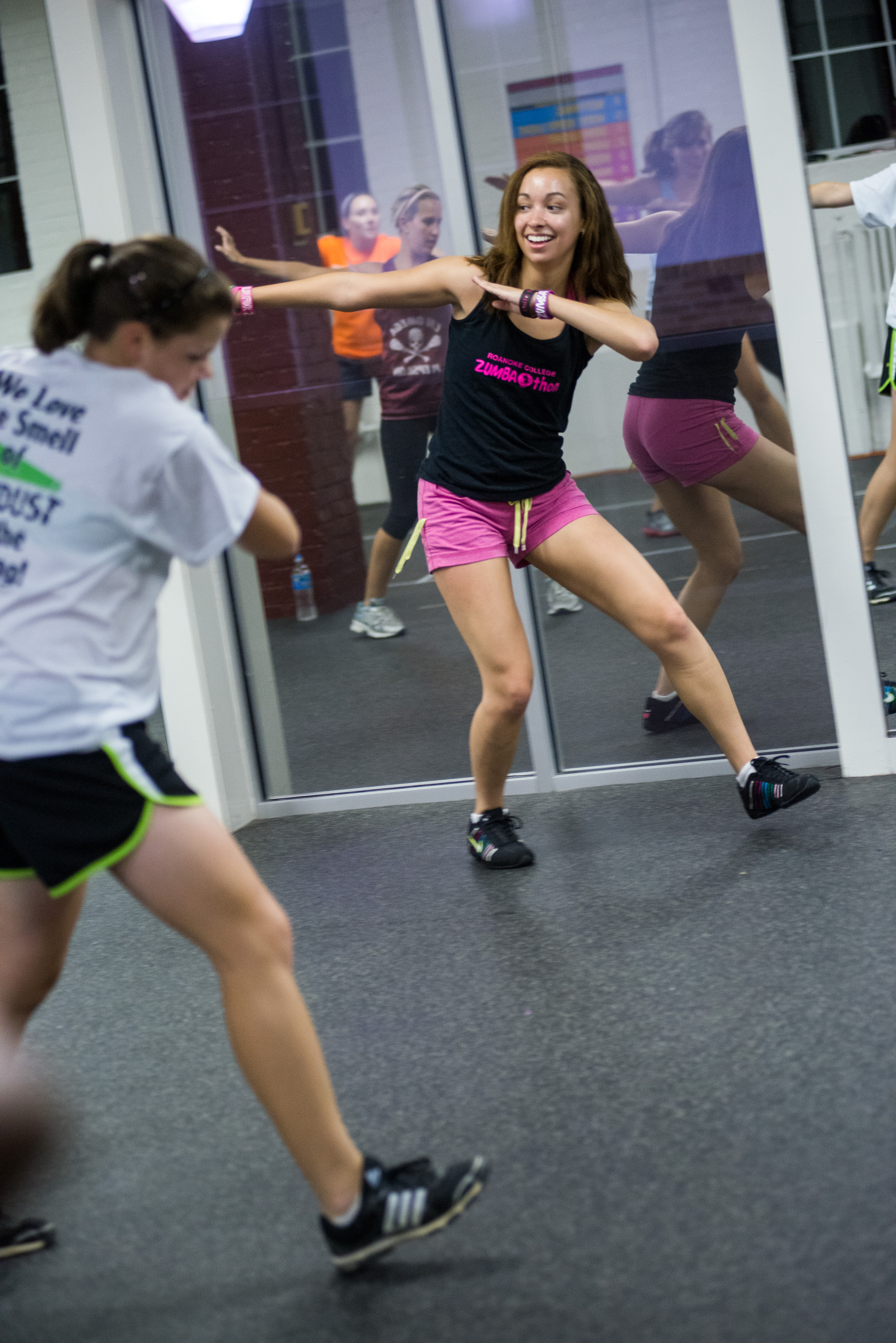
Nhảy Zumba tại Đại học Roanoke, Hoa Kỳ, 2012

Zumba là một chương trình thể dục bao gồm các điệu nhảy lấy cảm hứng từ bài tập Cardio và điệu nhảy Latinh. Nhảy Zumba do vũ công và biên đạo múa Colombia Beto Pérez thành lập vào năm 2001. Đến năm 2012, có khoảng 12 triệu người tham gia các lớp Zumba hàng tuần ở 110.000 địa điểm trên ít nhất 125 quốc gia. Zumba là một thương hiệu do Zumba Fitness, LLC sở hữu.